# Cyrus
Cyrus (рус. Сайрус; настоящее имя — Джейсон Флинн, англ. Jason Flynn) — британский дабстеп-продюсер и диджей родом из Кройдона. Основатель музыкального лейбла Random Trio Productions (RTP).

## Биография

### Ранние годы
Джейсон Флинн родился и вырос в Кройдоне — городе в одноимённом боро Лондона, где также выросли другие пионеры дабстепа: Skream (Оливер Дэне Джонс), Benny ill (Бен Гарнер) и Benga (Адегбенга Адехумо). Джейсон повышал навыки диджеинга, играя музыку на местных пиратских радиостанциях и в клубах — сначала в жанре драм-н-бейс, а потом гэридж. И к восемнадцатилетнему возрасту всерьёз пристрастился к написанию музыки, уже тогда имел успех и интерес со стороны музыкальных лейблов. Тогда же Сайрус решил избежать для себя профессионального пути и предпочёл DIY-деятельность.

### 2003—2006:Random Trio Production
В 2003—2004 годах для того, чтобы выпускать собственные треки в жанре британского гэриджа, Сайрус основал импринт-лейбл Random Trio Production и выпустил первый мини-альбом, Lost City Ep, который был отмечен основателем лейбла Hyperdub Kode9. В 2004 году Cyrus регулярно вёл трансляции на пиратской радиостанции Rinse FM, продвигая дабстеп-звучание вместе с Hatcha и Kode 9.
Композиция Сайруса под названием Indian Stomp первоначально была выпущена в составе Random Trio EP в 2005 году на лейбле Tectonic дабстеп-музыканта Роба Эллиса, более известного как Pinch. Позже она была включена в саундтрек фильма «Дитя человеческое» (2006) и впоследствии стала одной из первых дабстеп-композиций (вместе с работами Digital Mystikz и Kode 9, также присутствующими в саундтреке), прозвучавших в фильме, номинированном на кинопремию «Оскар» (79-ю по счёту).
|                           | The track was originally to be used in a hit US TV show, so to be told it was gonna be used in a blockbuster film was surreal. |  | Трек был первоначально использован в популярном американском ТВ-шоу, поэтому когда мне сказали, что он будет использован в блокбастере, это было сюрреалистично. |  |
| О композиции Indian Stomp | |  | |  |

### From the shadows(2007)
Дебютный и единственный студийный альбом Сайруса, From the shadows, был выпущен на лейбле Tectonic. Альбом From the shadows получил благоприятные отзывы критиков.

### 2008 — н. в.
Дальнейшие релизы на лейблах Chestplate Records и Deep Medi Musik закрепили за Сайрусом репутацию одного из ключевых дабстеп-исполнителей. Музыкант выступал на дабстеп-вечеринках в разных странах и сотрудничал с основными лейблами жанра — DMZ, Sub Dub, FWD. В августе 2008 года принял участие в престижном шоу Мэри Энн Хоббс Generation Bass на станции BBC Radio One, важной в истории дабстепа платформе. Регулярно звучал на шоу лондонской радиостанции Kiss fm. Был включён в радиошоу BBC Radio 1Xtra Daily dose of dubstep вместе с другими частниками лейбла Chestplate.

## Дискография

### Студийные альбомы
| From the Shadows | From the Shadows |
| --- | --- |
| Высшие позиции в чартах: — | |
| Список композиций 1. Gutter — 4:26 2. Mind Games — 5:39 3. Paradise Dub — 6:12 4. Rasta From — 5:03 5. Dirt — 5:44 6. Bounty — 5:03 7. Calm Before The Storm — 5:47 8. The Watcher — 5:39 9. Indian Stomp — 5:57 10. Dark Future — 6:00 11. Crying Game — 6:15 12. From The Shadows — 3:55 | Данные - Выпущен: 2007 - Лейбл: Tectonic - Формат: CD, 12", TP, WAV - Время звучания: 64:52 Профессиональные рецензии - Chris Mann. RA Reviews: Cyrus - From The Shadows. Resident Advisor (12 августа 2007). |

### Мини-альбомы
| Год         | Название                  | Лейбл              |
| ----------- | ------------------------- | ------------------ |
| 2004        | Lost city EP              |                    |
| 2005 / 2006 | Cyrus EP / Random Trio EP | Tectonic           |
| 2008        | White Sand                | Southside Dubstars |
| 2008        | Golden Gate               | Eight:FX           |

#### Совместные мини-альбомы
| Год  | Исполнители                            | Название                                       | Лейбл              |
| ---- | -------------------------------------- | ---------------------------------------------- | ------------------ |
| 2008 | Hatcha & Kromestar / Road Kill & Cyrus | Cybertron / The Heavyweight EP.                | Southside Dubstars |
| 2009 | MRK1 / Cyrus                           | Future Dubstep / Last Drop / In The Background | Eight:FX           |

### Синглы
| Год  | Название                | Лейбл                   |
| ---- | ----------------------- | ----------------------- |
| 2007 | 3 Kings / Drama         | Six6Six                 |
| 2007 | Claret                  | 3.5 Records             |
| 2009 | Space Cadet / Junk Yard | Tectonic                |
| 2009 | Grot Bags / Coco Riddem | Southside Dubstars      |
| 2010 | Beatwise / Scanner      | Random Trio Productions |
| 2010 | Minimal / Underworld    | Random Trio Productions |

#### Совместные синглы
| Год  | Исполнители                             | Название               | Лейбл                   |
| ---- | --------------------------------------- | ---------------------- | ----------------------- |
| 2007 | Omen / Cyrus                            | Haunted                | Random Trio Productions |
| 2007 | Cyrus / Omen                            | Redrum / Vengeance     | Random Trio Productions |
| 2008 | Cyrus & Distance                        | Violate / Silence      | Random Trio Productions |
| 2009 | Distance vs. Benga / Distance vs. Cyrus | Choke Hold / Surrender | Chestplate              |
| 2010 | Cyrus & Tunnidge                        | Lights / Ding Ding     | Origin Audio            |